# Bastian Dankert
Bastian Dankert (* 9. Juni 1980 in Schwerin) ist ein deutscher Fußballschiedsrichter und Video-Assistent.

## Karriere
Dankert lebt in Rostock und ist Mitglied des Brüsewitzer SV vor den Toren Schwerins. Er ist im Hauptberuf Geschäftsführer und Marketingleiter des Fußballverbands Mecklenburg-Vorpommern.
Der Sportwissenschaftler wurde für die Saison 2012/13 erstmals in die Bundesliga berufen. Dort brachte er es bis zur Winterpause auf vier Einsätze. Seine erste Begegnung im deutschen Fußball-Oberhaus war die torlose Begegnung des vierten Spieltages zwischen Fortuna Düsseldorf und dem SC Freiburg am 22. September 2012. Dabei verteilte er vier Gelbe Karten, insbesondere in der Schlussphase des Spiels, unter anderem wegen einer so genannten Rudelbildung.
2014 wurde Dankert zusammen mit Tobias Stieler für die FIFA-Schiedsrichter-Liste gemeldet. Sie ersetzten Florian Meyer und Thorsten Kinhöfer, die altersbedingt ausscheiden mussten.
Am 18. Oktober 2014 in der Partie FC Bayern München gegen SV Werder Bremen wandte Dankert als erster Bundesliga-Schiedsrichter das bei der vorangegangenen WM eingeführte Freistoßspray an.
Am 18. Oktober 2015 traf er in der Partie zwischen dem 1. FC Köln und Hannover 96 eine gravierende Fehlentscheidung, als der Hannoveraner Spieler Leon Andreasen das einzige Tor des Spiels mit der Hand erzielte. Dankert erkannte den Treffer an, ohne sich – wie bei strittigen Situationen offiziell vorgesehen – bei Andreasen zu erkundigen, ob ein Handspiel vorgelegen hat. Nach Ansicht der Fernsehbilder räumte Dankert seinen Fehler ein.
Ende April 2018 wurde Dankert von der FIFA als einer von 13 Video-Assistenten für die Fußball-Weltmeisterschaft 2018 in Russland berufen. Ein Jahr später fungierte er auch bei der Frauen-Weltmeisterschaft 2019 in Frankreich als Video-Assistent.
Dankert kam bei der Europameisterschaft 2021 als Videoschiedsrichter zum Einsatz. Unter anderem unterstützte er Feldschiedsrichter Björn Kuipers im Finale zwischen Italien und England (3:2 i. E.). Dankert war mit 13 Spielen der am meisten eingesetzte VAR des Turniers.
Am 25. Mai 2024 leitete Dankert mit seinen Assistenten René Rhode und Marcel Unger das 81. DFB-Pokalfinale zwischen dem 1. FC Kaiserslautern und Bayer 04 Leverkusen (0:1).
Für die EM 2024 in Deutschland wurde Dankert erneut als VAR nominiert. Dabei kam er unter anderem im Halbfinale zwischen den Niederlanden und England (1:2) im Team um Felix Zwayer zum Einsatz.
Am 10. Dezember 2024 gab der DFB bekannt, dass Dankert und Christian Dingert fortan nicht mehr auf der Liste der FIFA-Schiedsrichter stehen werden. Beide bleiben jedoch auf der Liste der Video-Assistenten. Sie werden ersetzt von Florian Badstübner und Matthias Jöllenbeck.
Bei der FIFA-Klub-WM 2025 kam Dankert viermal als Video-Assistent zum Einsatz, darunter im Finale zwischen dem FC Chelsea und Paris Saint-Germain.